# Žalud (plod)

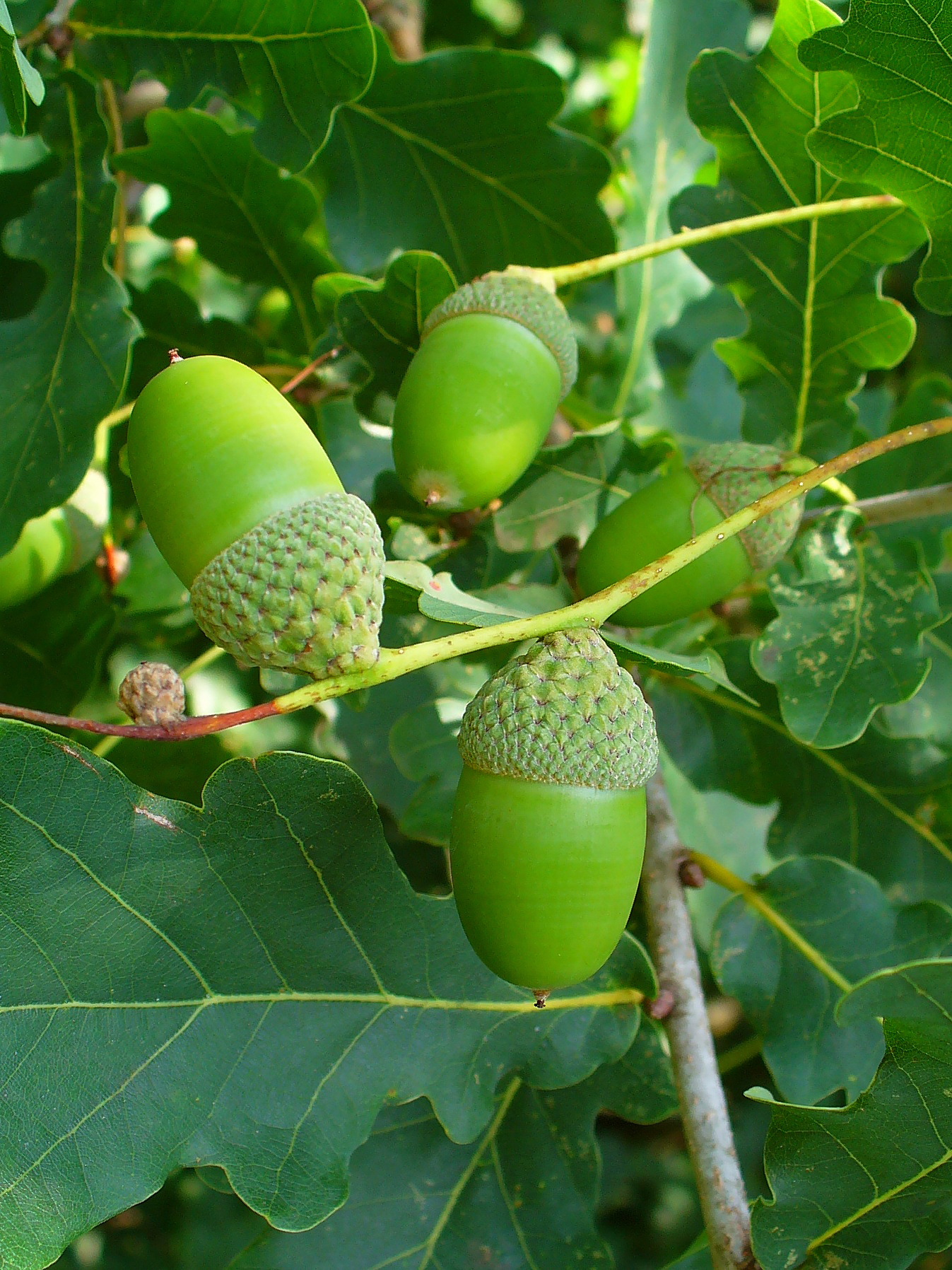
Žaludy dubu letního

Žalud (odborně glans) je nepukavý suchý plod, charakteristický pro dub a litokarpus z čeledi bukovité. Žaludy jsou složené z oříšku a číšky. V některých zdrojích je žalud označován za nažku.

## Skladba žaludu
Žalud se skládá z číšky a vlastního plodu, který bývá nejčastěji označován jako oříšek. Přesnější morfologický termín pro tento typ plodu je calybium, což je suchý, tvrdý plod vzniklý z jediného plodolistu spodního semeníku. Termín calybium zahrnuje i plody jiných zástupců čeledi bukovité, např. bukvice buku nebo kaštany kaštanovníku, číška plodů zástupců těchto rodů je však na rozdíl od žaludu dubu pukavá a plody jsou zpravidla vícesemenné. U rodu litokarpus bývá číška velmi tvrdá a s tím souvisí i latinský název rodu (lithos = kámen, carpus = plod). Žaludy mohou být přisedlé nebo krátce či dlouze stopkaté. Šupiny číšky se buď střechovitě či kruhovitě překrývají nebo jsou redukované na hrbolky.
Číška žaludu až na řídké výjimky nijak nepuká a v žádném stádiu vývoje na ní nejsou patrné švy. Bývá miskovitá až pohárkovitá a zpravidla zcela neobaluje plod. Výjimkou jsou některé druhy litokarpu (Lithocarpus javensis, L. maingayi, L. turbinatus, L. coopertus, L. encleisacarpus, L. wrayi a příbuzné druhy), jejichž plod je kompletně obalený číškou, která může za zralosti i nepravidelně pukat. Rovněž plody dubu lyrovitého (Quercus lyrata) jsou za zralosti téměř celé obaleny číškou.
Žaludy jsou na rozdíl od plodů ostatních zástupců bukovitých v průřezu okrouhlé, nikoliv trojúhelníkovité, a šupiny číšky nejsou nikdy přeměněny v ostny.
Plody litokarpu jsou skladbou i vzhledem velmi podobné plodům dubu, tyto dva rody však nejsou bezprostředně příbuzné a v některých znacích (zejm. květenství, květy a morfologie pylu) se výrazně odlišují. Rod Lithocarpus je dokonce řazen do jiné podčeledi (Castaneoideae) než dub (Quercoideae) a je blíže příbuzný s rody Castanea (kaštanovník), Chrysolepis a Castanopsis, které mají plody skladbou dosti odlišné. Podobnost plodů dubu a litokarpu je vysvětlována konvergentním vývojem.
Rod Quercus je někdy na základě morfologie plodů rozdělován do dvou podrodů: u podrodu Quercus jsou šupiny na číšce plodu střechovitě uspořádané, zatímco u podrodu Cyclobalanopsis jsou kruhovité.

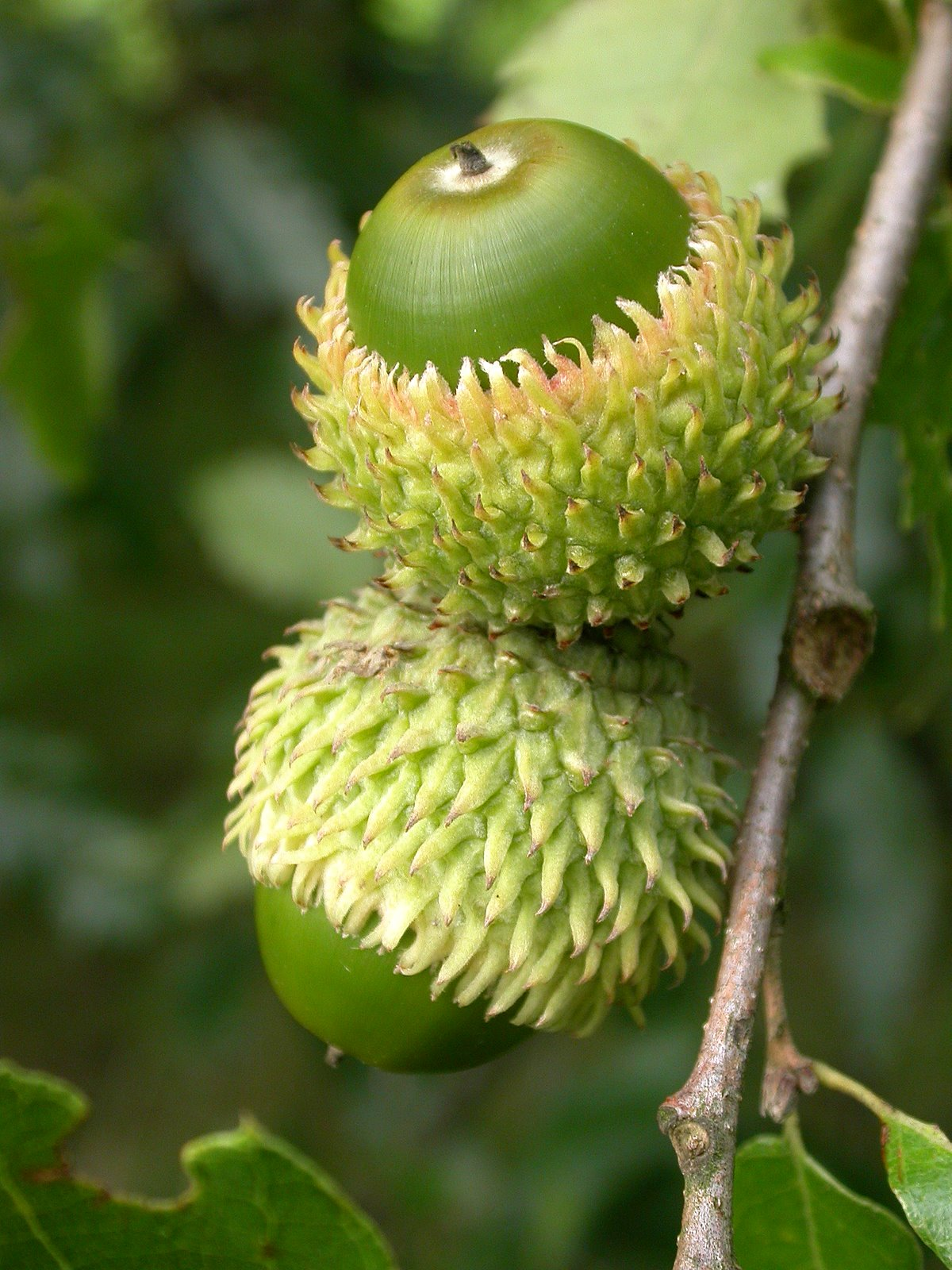
Žaludy dubu libanonského
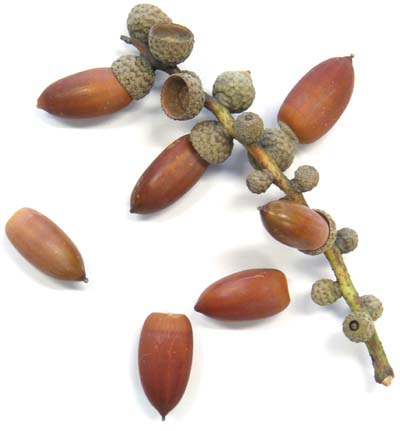
Žaludy litokarpu Lithocarpus edulis
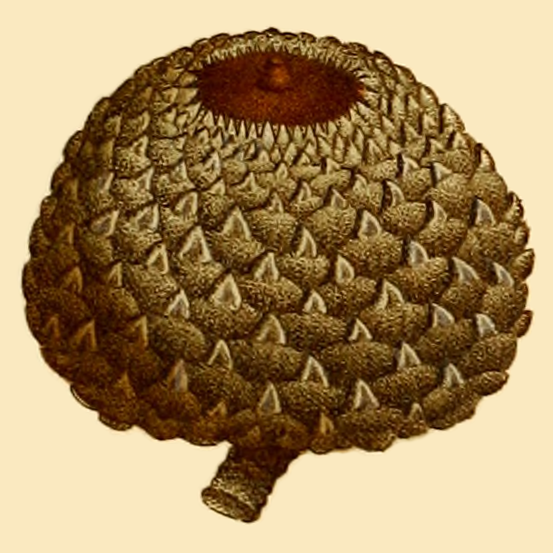
Kresba žaludu dubu lyrovitého
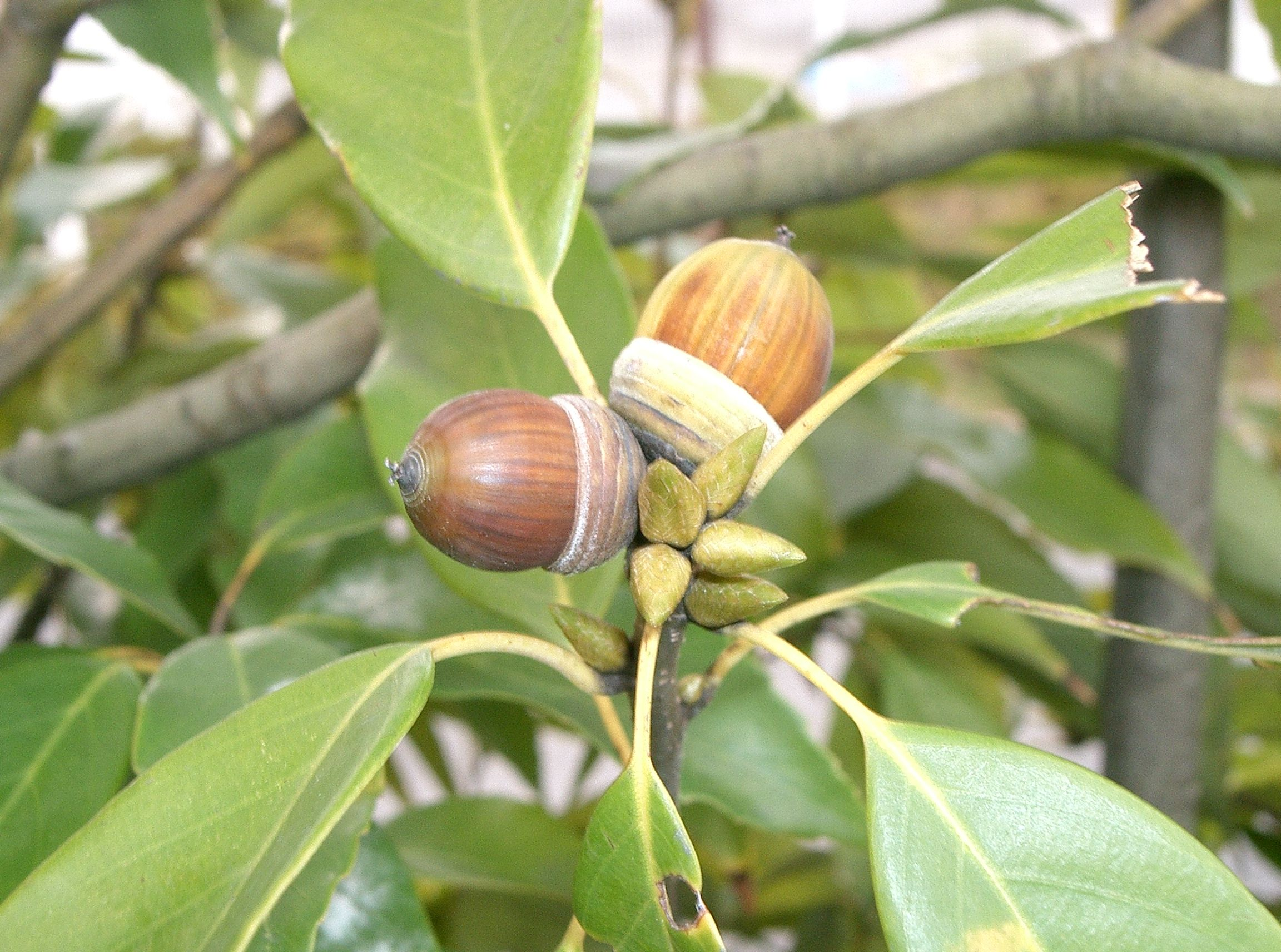
Žaludy dubu Q. glauca s kruhovitými šupinami číšky

## Vývoj žaludu a klíčení

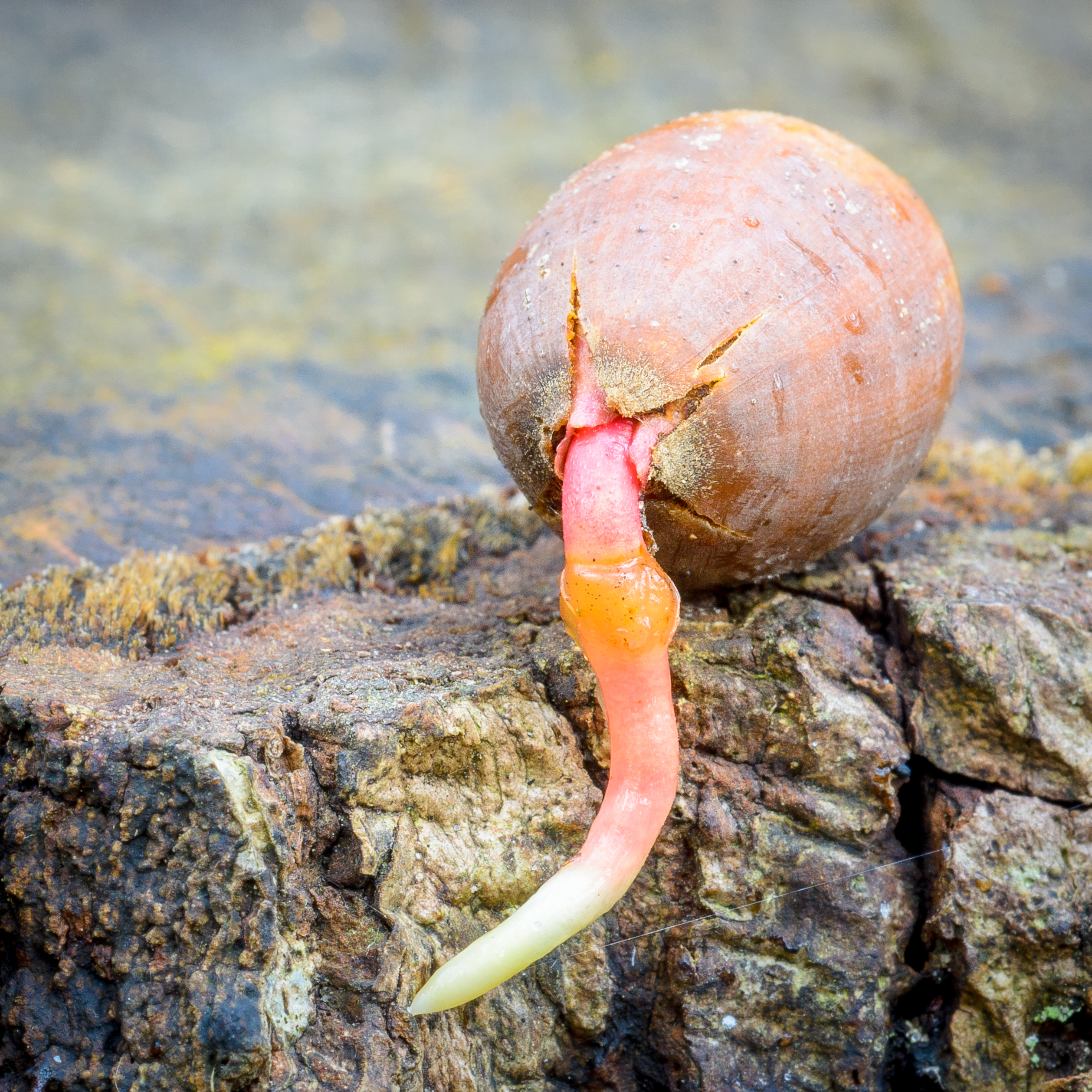
Klíčící žalud dubu letního.

Žalud se vyvíjí z oplozeného semeníku samičího květu. Semeník je z větší části obklopen číškou, tvořenou zejména listeny podepírajícími květ. Podrobnými morfologickými a anatomickými studiemi bylo zjištěno, že číška má složitou cévní síť a představuje zřejmě celé stažené, redukované a modifikované vrcholičnaté květenství. Semeník je většinou trojpouzdrý a každé pouzdro obsahuje 2 vajíčka. V plod se vyvíjí pouze jediné vajíčko v jednom pouzdru, zatímco ostatní pouzdra zakrňují. U dubu číška podpírá vždy jen jediný samičí květ. Některé litokarpy mají číšku pevně srostlou se žaludem, zatímco u dubů srostlá není.
Plody jsou v průběhu vývoje chráněny tvrdým, sklerifikovaným oplodím a dřevnatějící číškou s vysokým obsahem tříslovin. U některých druhů dozrávají 1. rokem, u jiných 2. rokem.
Žaludy klíčí pod zemí a masité dělohy zůstávají pod povrchem.

## Využití
Žaludy obsahují 37 procent škrobu, rostlinné oleje, třísloviny, sacharidy a další. Přes značnou výživnou hodnotu se žaludy kvůli svíravé chuti v lidské stravě uplatňovaly pouze jako nouzová potravina. Tento problém lze však snadno odstranit pražením žaludů nebo máčením rozdrcených jader.
Pražením je získávána přísada do kávy se stimulačními účinky. Máčená jádra se suší, melou a používají jako mouka. Kvůli hutnosti a problematickému kynutí (nerozumí si s kvasnicemi) slouží žaludová mouka v pečivu obvykle jen jako přísada (podobně jako žitná mouka).
Při nadbytku žaludů se plodů užívá jako krmiva pro vepřový dobytek.

## Plody připomínající žalud

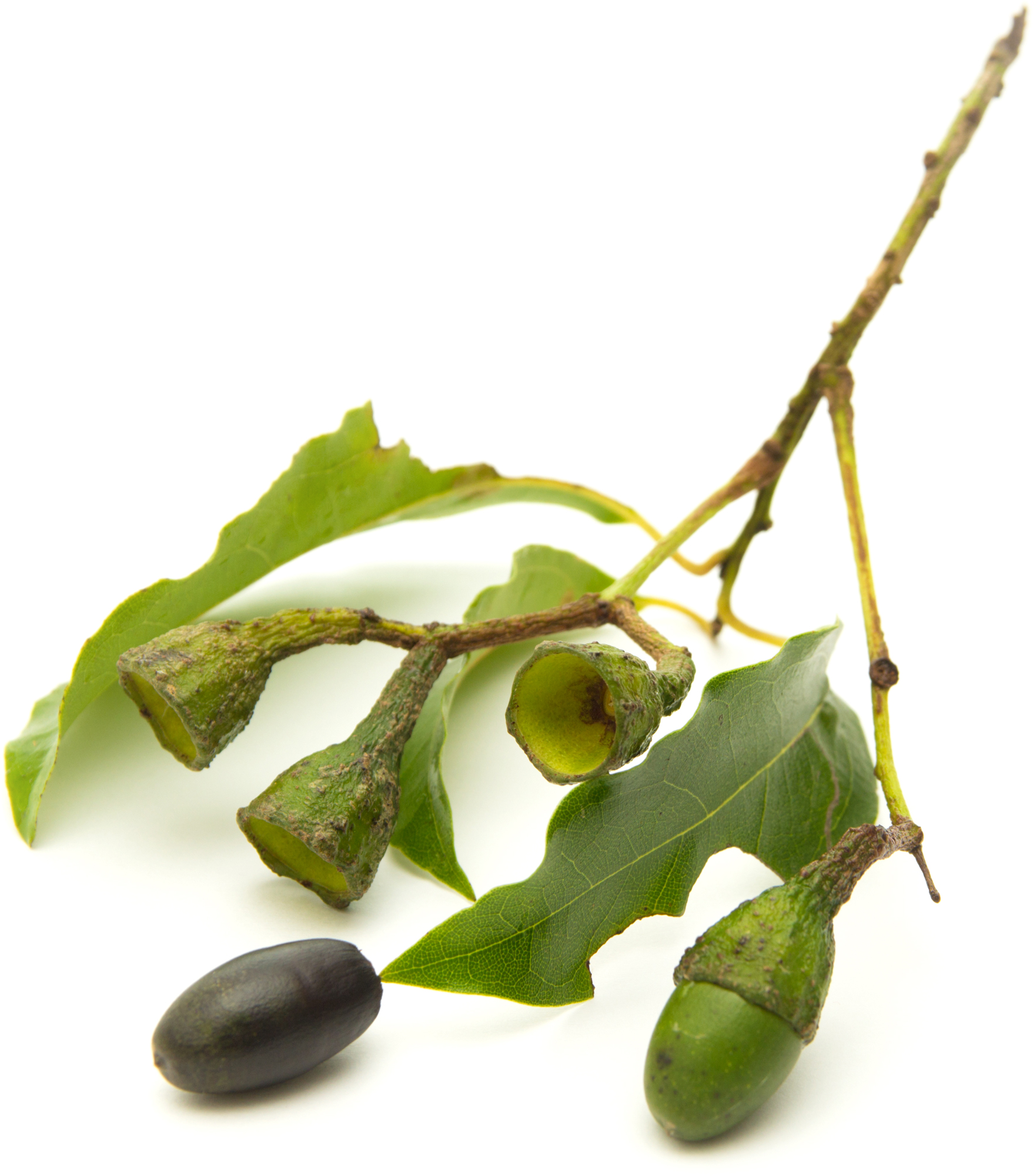
Plody obaleně připomínají žaludy.

Plody vzhledově připomínající žalud lze nalézt i u některých jiných, vesměs cizokrajných rostlin. Příkladem může být např. obaleň (Ocotea) z čeledi vavřínovité. Skladba těchto plodů je však jiná, plodem obaleně je bobule a číška která ji podepírá je dužnatá, nikoliv dřevnatá jako u žaludu.